# Colapso de ponte em Morbi em 2022
O colapso de ponte em Morbi ocorreu em 30 de outubro de 2022, quando uma ponte suspensa com 143 anos sobre o rio Machchhu colapsou em Morbi, Gujarate, na Índia. Cerca de 400 pessoas estavam na ponte no momento do colapso, sendo que 135 morreram e mais de 180 ficaram feridas. Dezenas de pessoas ficaram feridas e há muitos desaparecidos. O acidente ocorreu quatro dias após a reabertura da ponte, que esteve fechada para reparações que duraram dois anos. A reabertura fora no dia 26 de outubro, por ocasião do ano novo em Gujarat.